# エドガー・ドガ

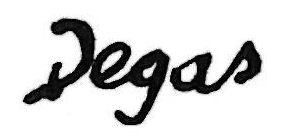
ドガのサイン

エドガー・ドガ（フランス語: Edgar Degas 発音例、1834年7月19日 - 1917年9月27日）は、フランスの印象派の画家、彫刻家。フルネームはイレール・ジェルマン・エドガー（エドガール）・ド・ガ（Hilaire Germain Edgar de Gas）。

## 略歴
エドガール・ドガは1834年、フランスのパリに銀行家の息子として生まれた。家は比較的裕福であった。母親のセレスティーヌはニューオリンズ出身のクレオール（ドガは1872年の末から翌年にかけて5ヶ月間、ニューオリンズに住んだ）。「ドガ」（de Gas）という貴族風の苗字を持つが、ドガ家はフランス革命後に勢力を伸ばした新興ブルジョワで、エドガールが生まれた頃にはさほど裕福ではなかったらしい。ドガは1855年、エコール・デ・ボザール（官立美術学校）でアングル派の画家ルイ・ラモート(fr)に師事した。1856年、1858年にはイタリアを訪れ、古典美術を研究している。
ドガは通常印象派の画家の一員とみなされている。確かにドガは1874年第1回印象派展以来、印象派展にたびたび出品し（全8回の印象派展のうち、第7回展以外のすべてに参加）、1862年にマネと知り合ってからはカフェ・ゲルボワの画家グループにも参加していた。しかし、光と影の変化をキャンバスに写し取ろうとしたモネのような典型的な印象派の画家たちと異なり、ドガの制作の基盤はあくまでもルネサンスの巨匠や、熱烈に信奉したアングルの画風にあった。古典的手法で現代の都会生活を描き出すことから、ドガは「現代生活の古典画家」と自らを位置付けた。ただし、ドガも他の印象派の画家たちと同様、浮世絵、特に葛飾北斎の影響を強く受けていることが小林太市郎によって指摘され、日本におけるジャポニスム研究の発端となった。一例として『北斎漫画』九編五丁裏「近江国貝津の里傀儡女金子が力量」を『ルーヴル美術館を訪れるメアリー・カサット』に、十一編九丁裏「すもう取り」を『踊り子たち、ピンクと緑』や『起床 パン屋の娘』に転用している。
ドガの作品には室内風景を描いたものが多い。初期の作品は海辺の情景などであったが、1870年代後半のモノタイプによる一連の作品では客と娼婦たちの姿が多く描かれた。そして1880年代半ば以降のパステル作品では、そうした特定の逸話的な場面でなく、閉ざされた部屋で黙々と日々の身づくろいに精を出す女の姿が描かれていく。野外の風景を描いたものは、競馬場など人々の多く集まる場所に限られ、ドガの関心の対象は徹底して都会生活とその中の人間であった。これにはドガが普仏戦争に国民衛兵として従軍した際に寒さで目をやられたために俗に『まぶしがり症』といわれる網膜の病気を患っており、外に出ることがままならなかったことも関係しているとされる。殊にバレエの踊り子と浴女を題材にした作品が多く、彼女らの一瞬見せた何気ない動作を永遠化する素描力は秀逸である。写真技術にも強い関心を示し、マラルメとルノワールが並ぶ有名な肖像写真が残されている。パステル画もよくした。パステル画に関しては、銀行家だった父が負債を隠したまま亡くなった上に兄が事業に失敗して負債を抱えたため、その負債を返済するために大量に絵を描く必要があったから、という理由もある。また、晩年は視力の衰えもあり、デッサン人形として使用した踊り子、馬などを題材とした塑像や彫刻作品も残している。それらはドガの死後にアトリエから発見された。
また、ひどく気難しく皮肉屋な性格のため、画家仲間との衝突が絶えなかったが、晩年はドレフュス事件で有罪を主張したために、ゾラなどの数少ない友人を失ってしまったという。
ロンドンのナショナルギャラリー、ニューヨークのメトロポリタン美術館は2022年に所蔵作品の名称を「ロシアの踊り子たち」から「ウクライナの踊り子たち」に変更した。

## ドガとバレエ

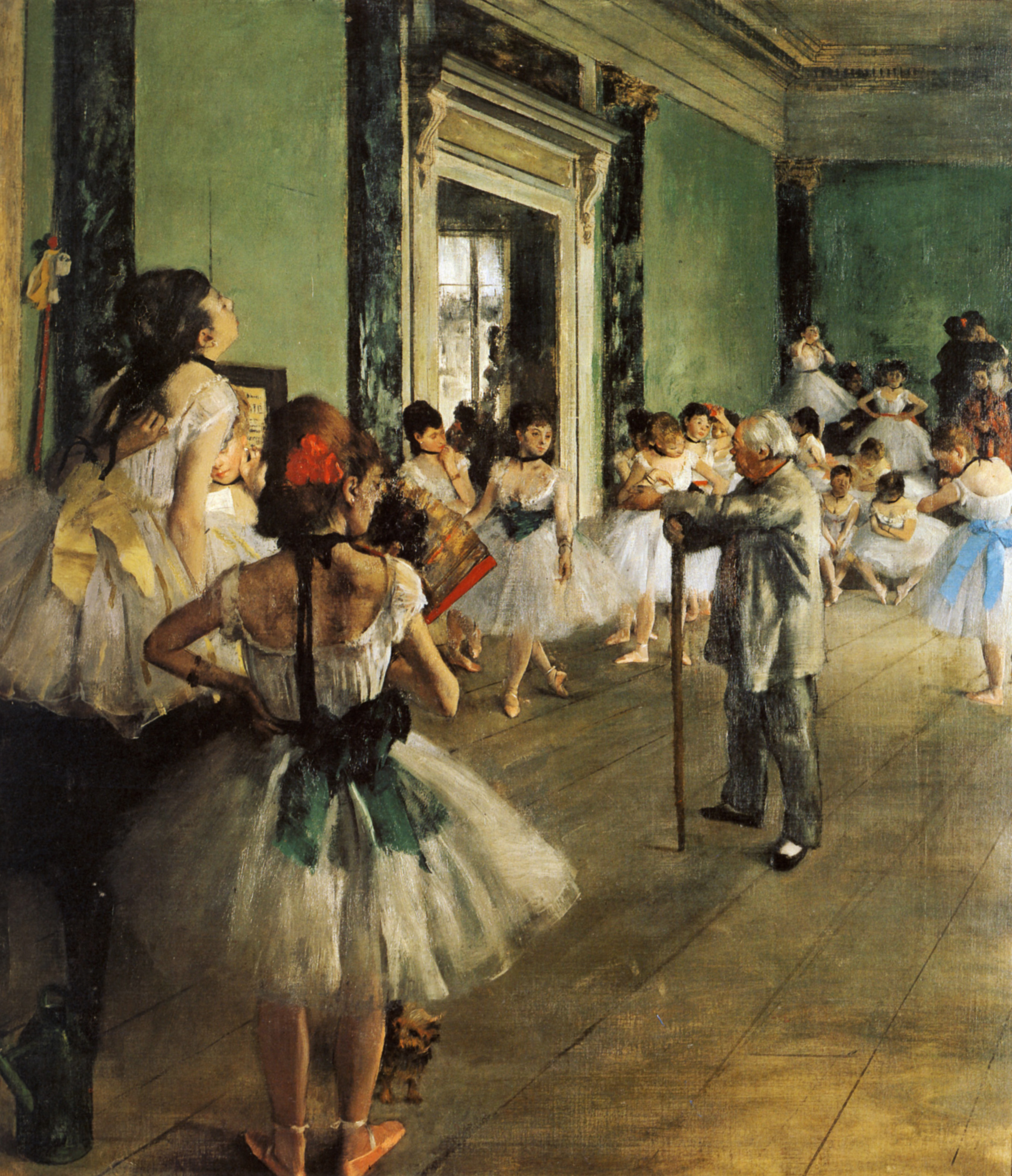
バレエのレッスン（1874年頃、オルセー美術館所蔵）
"Classe de danse"

ドガの作品にはバレエを扱った主題、ことに楽屋や練習風景、舞台袖といった一般人では出入りできない場所での場面を描いたものが多い。当時、踊り子たちはオペラ座の「小さなネズミ」fr:Petit ratと呼ばれていた（語源にはさまざま説がある）が、彼女らの舞台裏をありのままに描いた。印象派の多くの画家たちとくらべれば、銀行家の息子であり裕福な家庭の出身であったドガは、バレエを好み、オペラ座の定期会員になっていた。座席を年単位で購入する定期会員は、オペラ座の楽屋や稽古場に自由に立ち入ることが許されていた（20世紀半ばにこの特権は廃止された）。当時、オペラ座の一般会員は上流階級の社交場でもあったので、父の逝去後、経済的には苦しくなった後にもドガは一般会員を続けていたものと思われる。ドガの描いたバレエの主題の多くはそこで見た風景である。
ドガの通った時代は、クラシック・バレエやモダン・バレエがまだフランスには紹介されておらず、フランスはロマンティック・バレエの時代で、ドガの作品のバレエ風景はすべてロマンティック・バレエの風景となっている。
また、パリ・オペラ座の側でもドガに敬意を払い、ドガが1881年に発表した彫刻「14歳の小さな踊り子」をモチーフにしたバレエ作品を2003年、ドガも通ったガルニエ宮（いわゆる「オペラ座」の劇場である）で初演している。

## 代表作

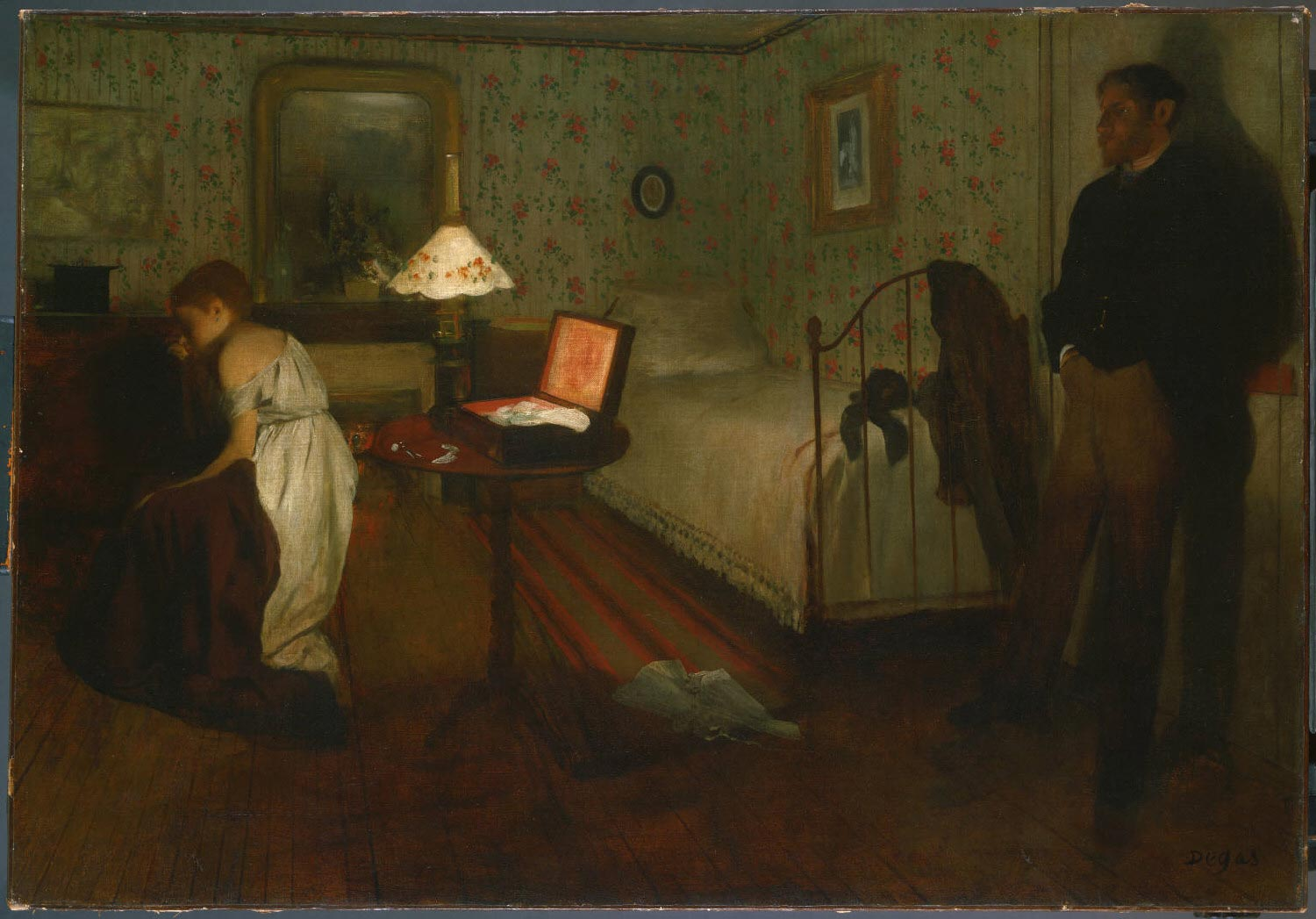
『室内（強姦）』(1868–1869) フィラデルフィア美術館 "Intérieur(Le Viol)"
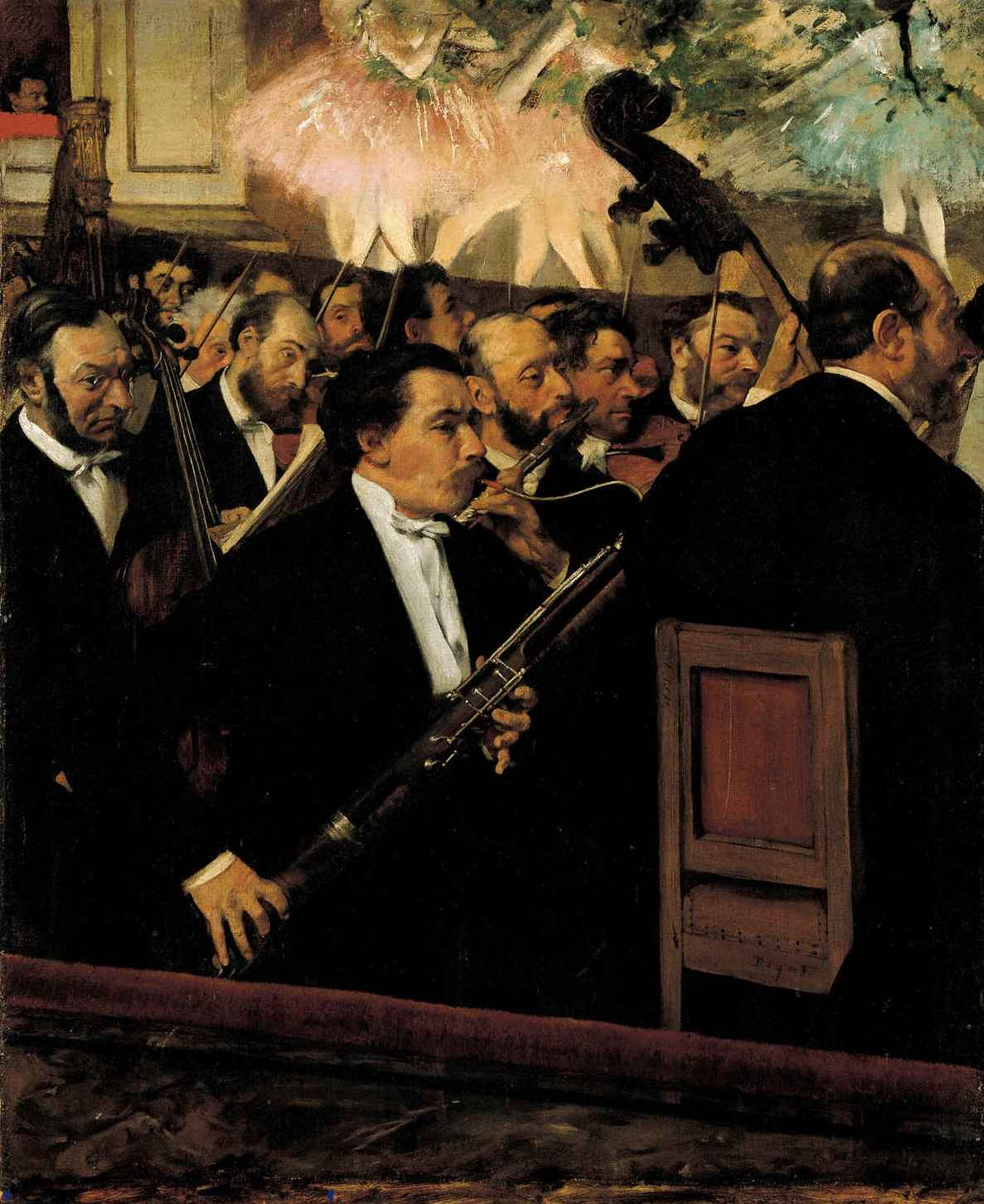
『オペラ座のオーケストラ』(1870) オルセー美術館 "L’Orchestre de l’Opéra"
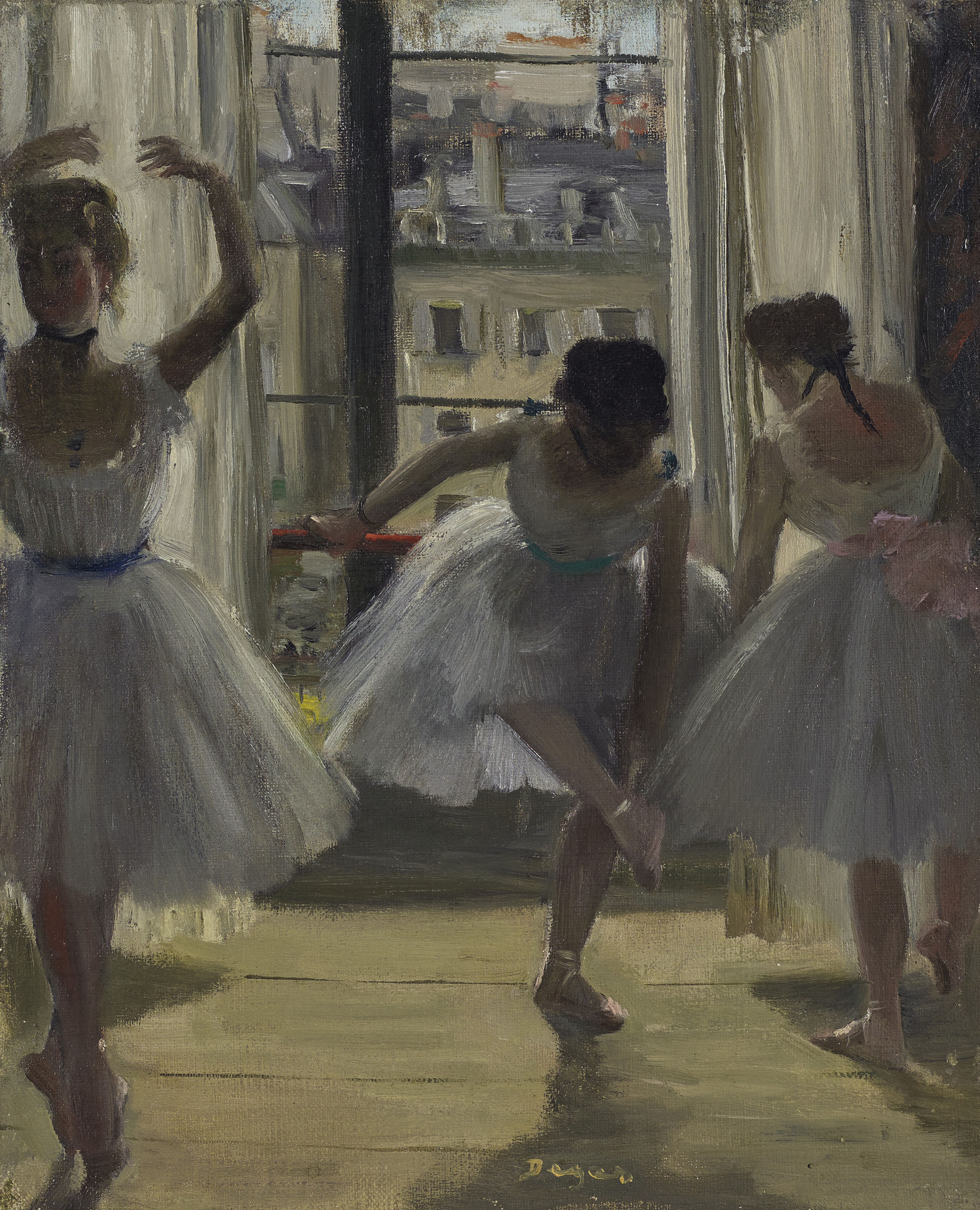
『三人の踊り子』(1873)私蔵 "Trois Danseuses"
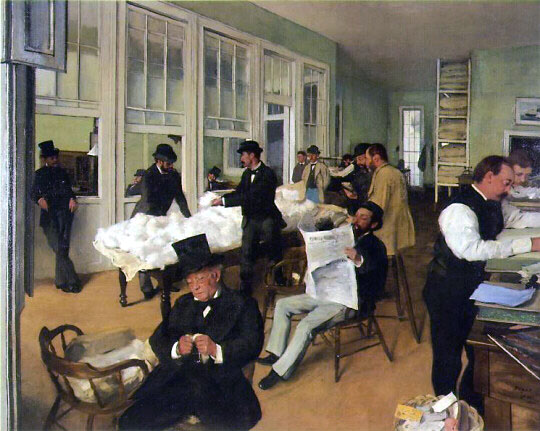
『ニューオーリンズの綿花取引所』(1873)ポー美術館 "Le Bureau de coton à la Nouvelle-Orléans"
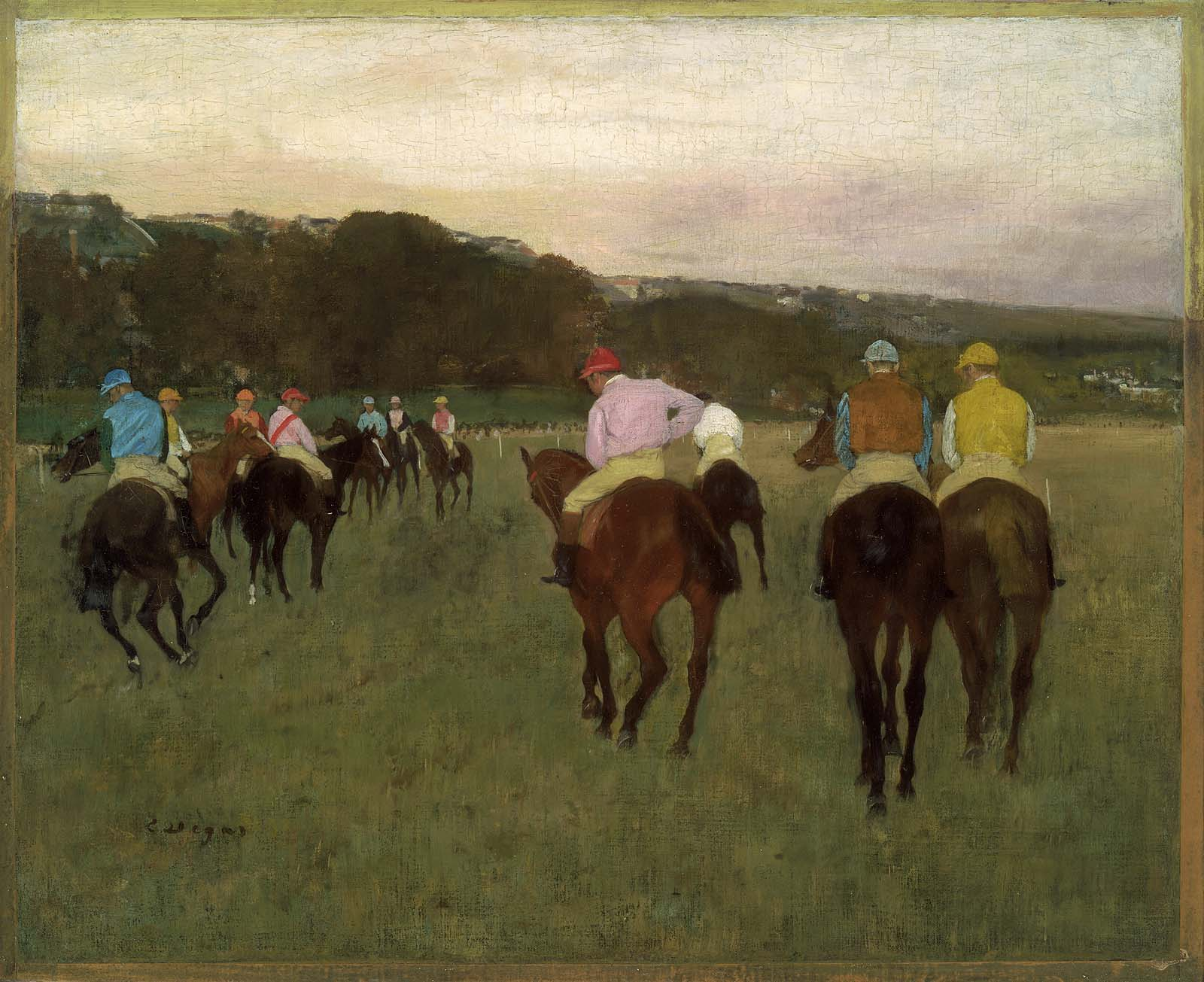
『ロンシャンの競馬』(1873-1875) ボストン美術館 "Les Courses à Longchamp"
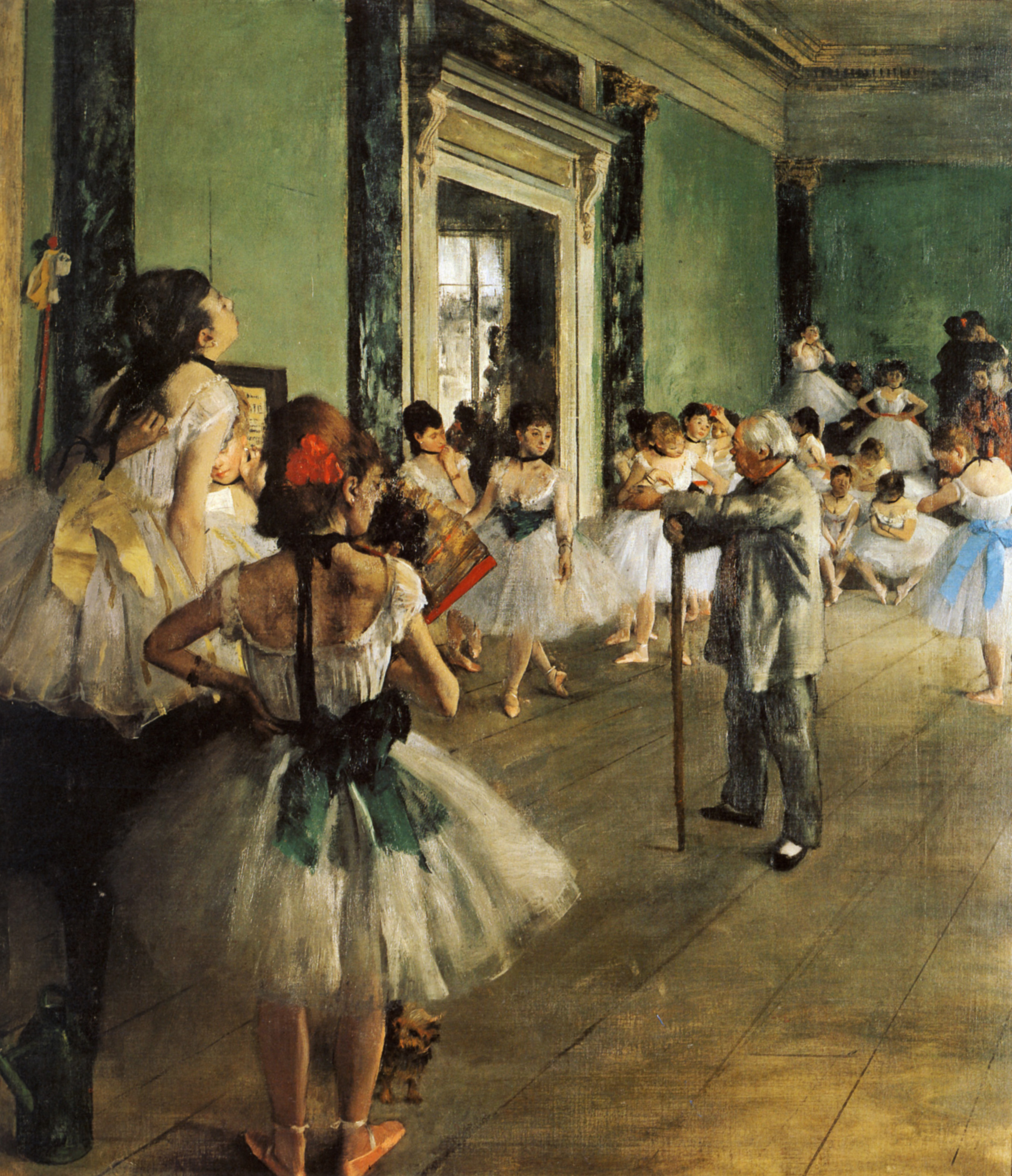
『ダンス教室（バレエ教室）』 (1873-1875) オルセー美術館 "Classe de danse"
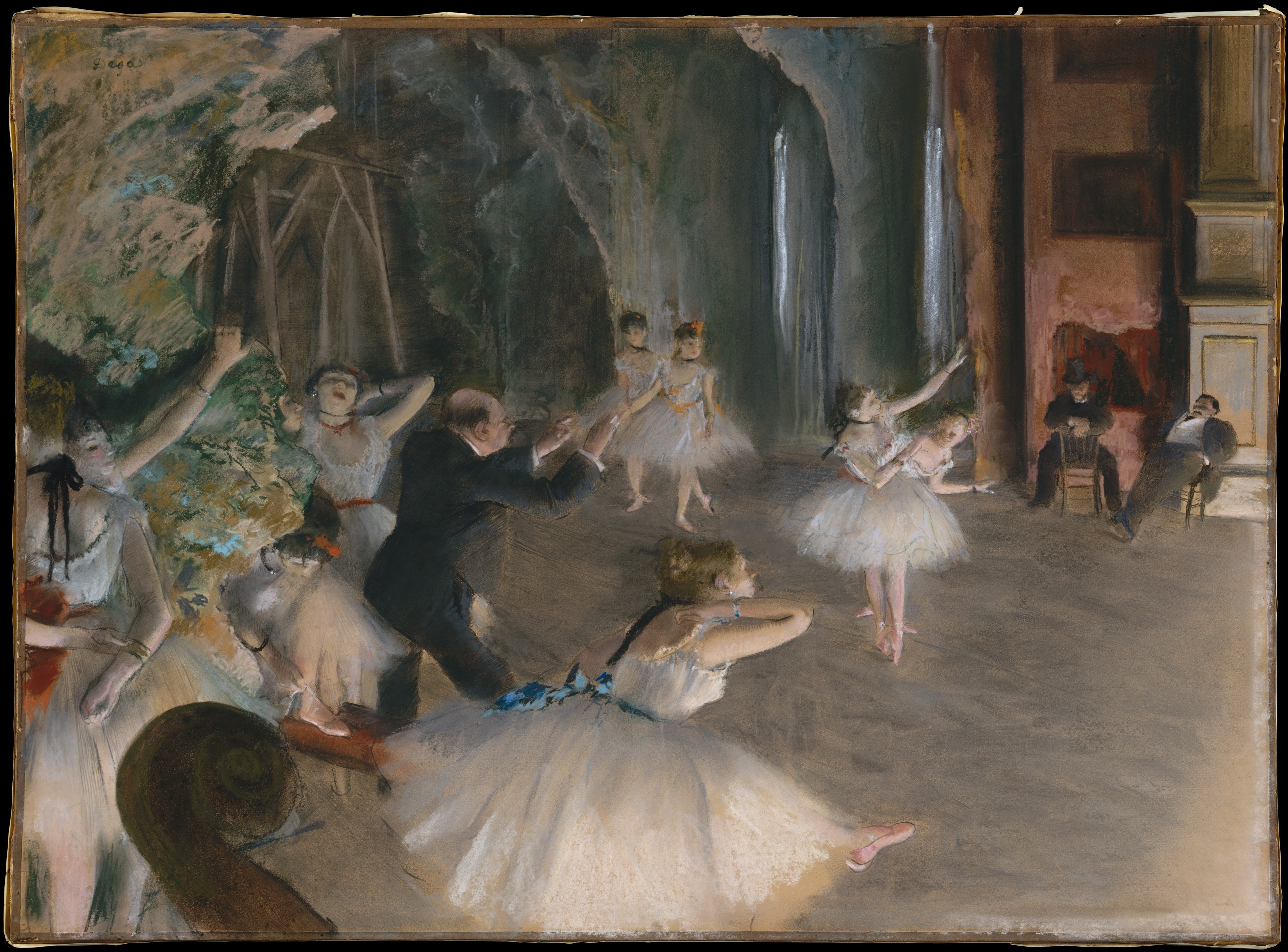
『舞台のバレエ稽古』(1874) メトロポリタン美術館 "Répétition d'un ballet sur la scène"
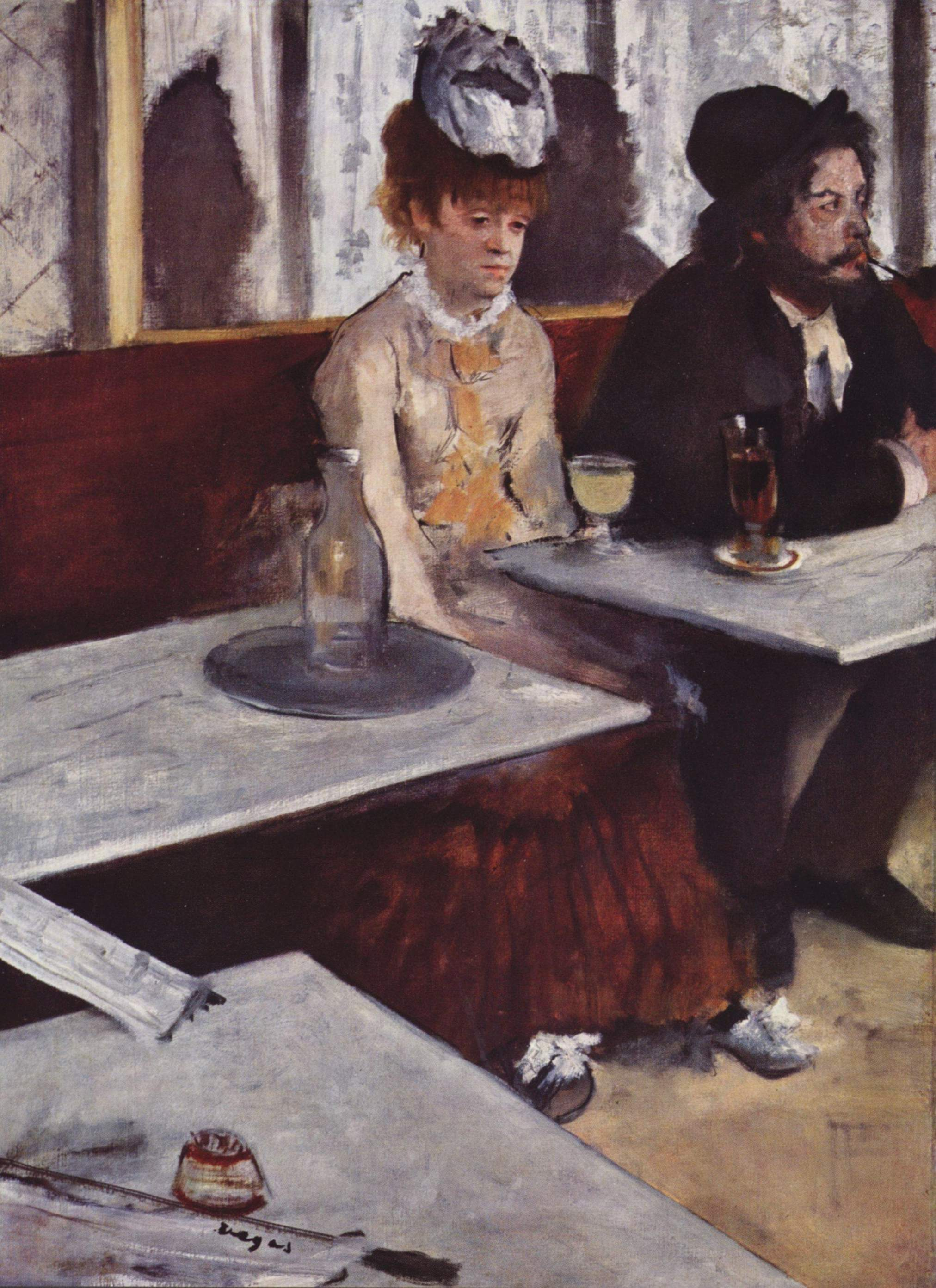
『アブサン』 (1876) オルセー美術館[8] "L'Absinthe"
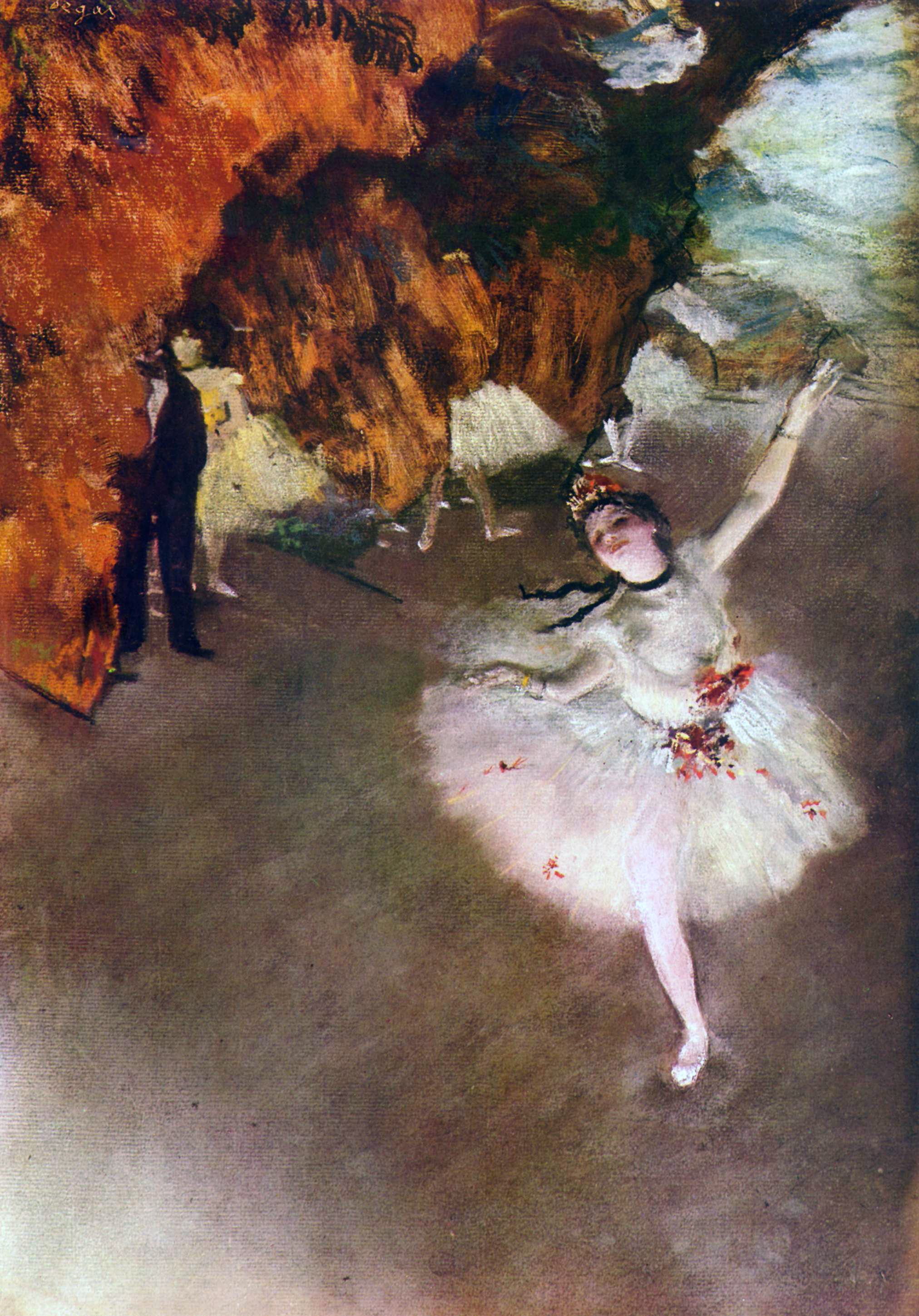
『踊りの花形（エトワール、あるいは舞台の踊り子とも呼ばれる）』(1878年頃) オルセー美術館 "Ballet - L’étoile"
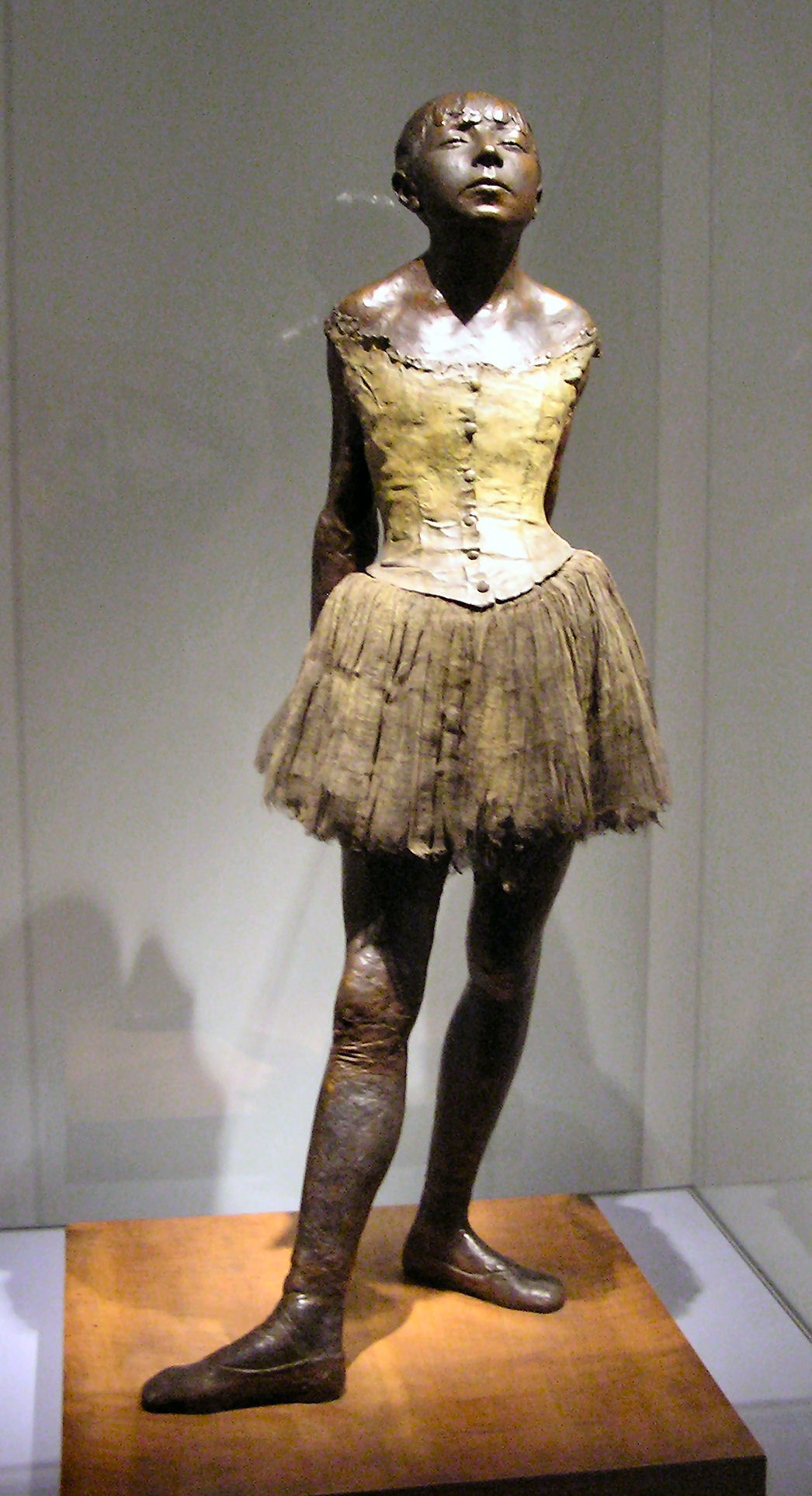
『14歳の小さな踊り子』(1881) ナショナル・ギャラリー（ワシントンD.C.）他 ドガの生前に唯一発表された彫刻作品[9]。 "La Petite Danseuse de Quatorze Ans"
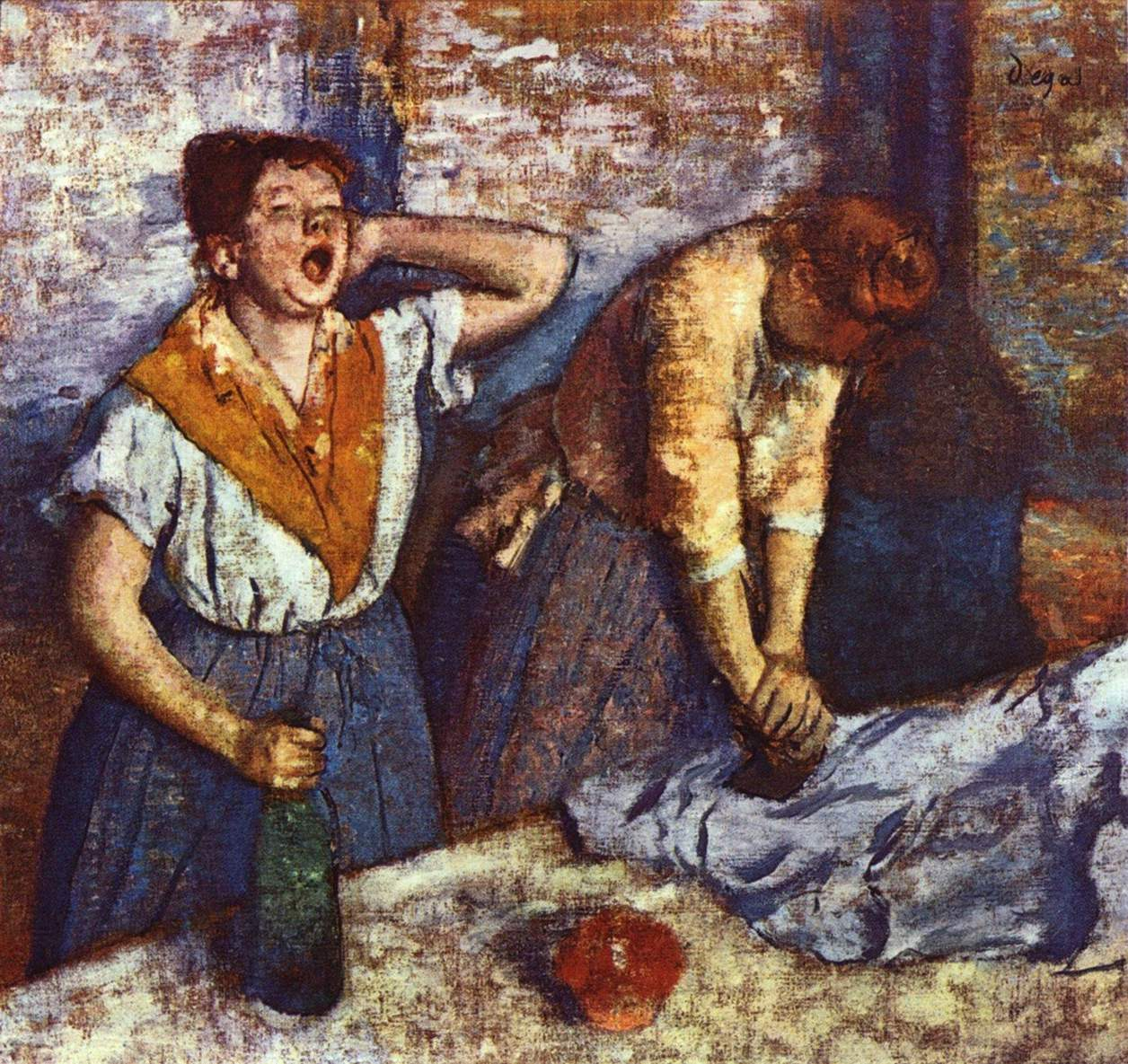
『アイロンをかける2人の女』(1884) オルセー美術館 "Repasseuses"
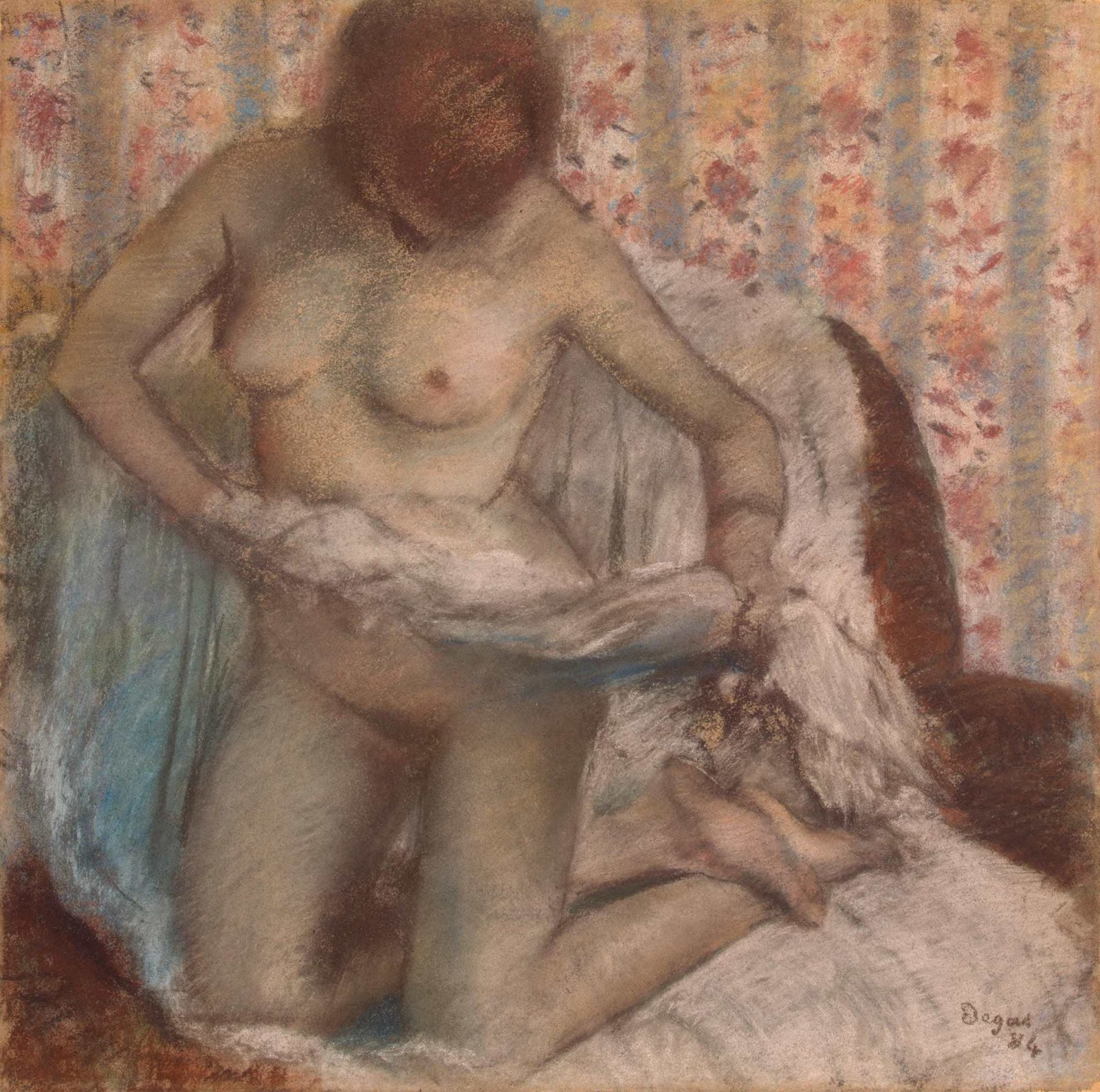
『湯上がり』（1884）エルミタージュ美術館 "Kniende Frau"
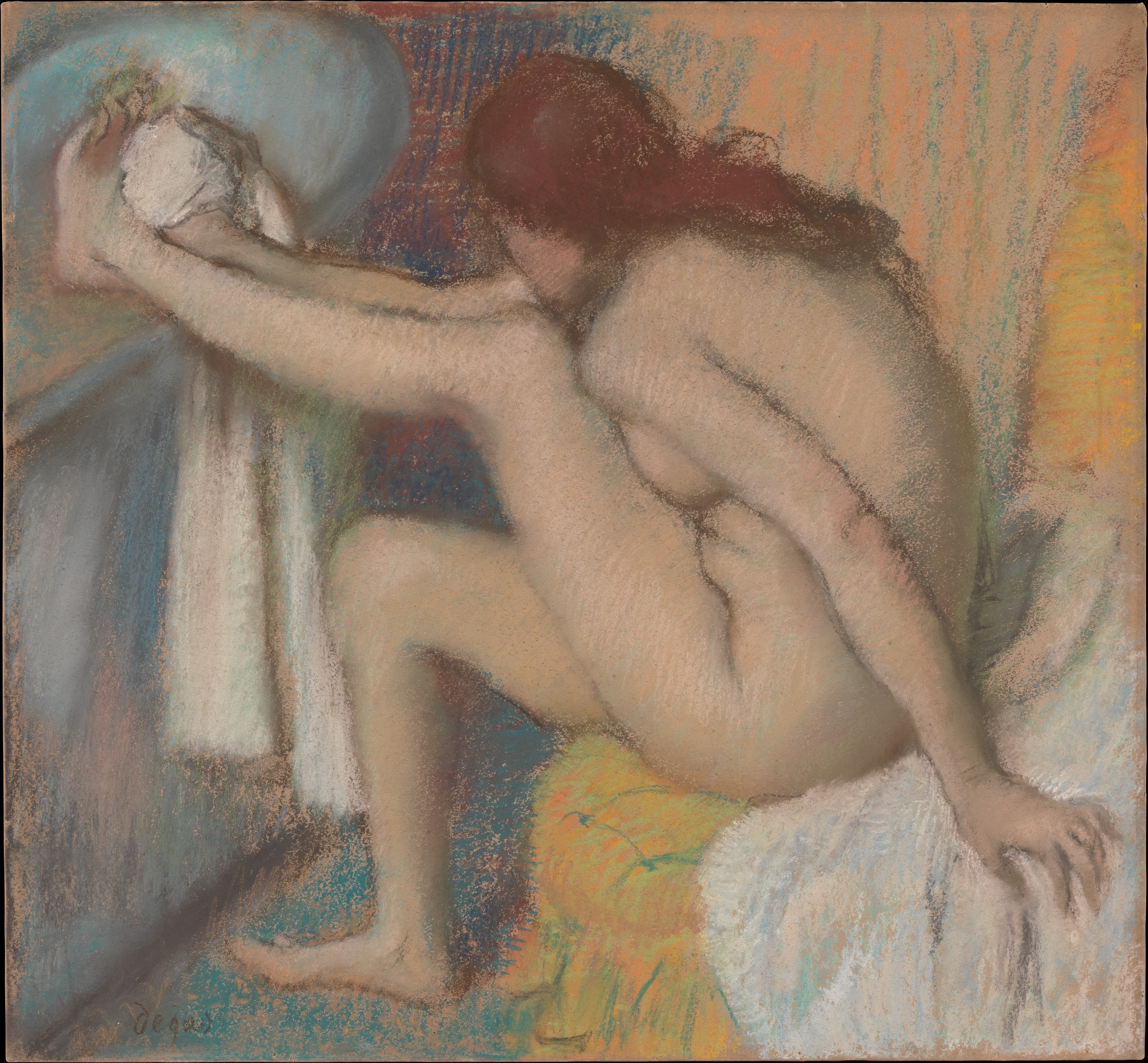
『足を拭く女性』（1885-86）メトロポリタン美術館 "Woman Drying Her Foot"
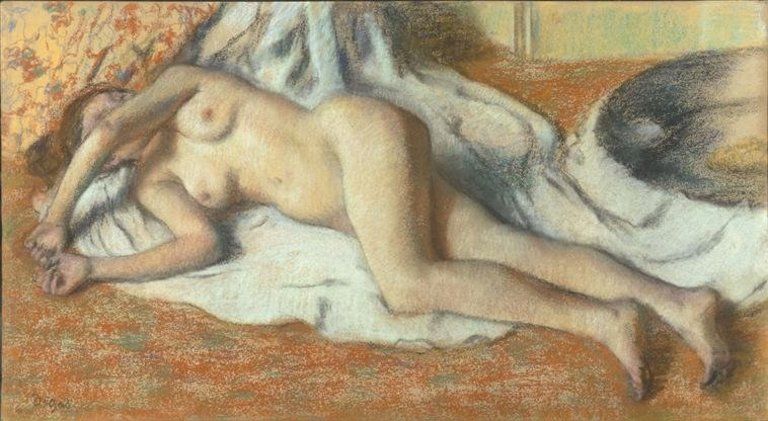
『入浴後』(1886-88) オルセー美術館
『浴盤』(1886) オルセー美術館 "Le tub"
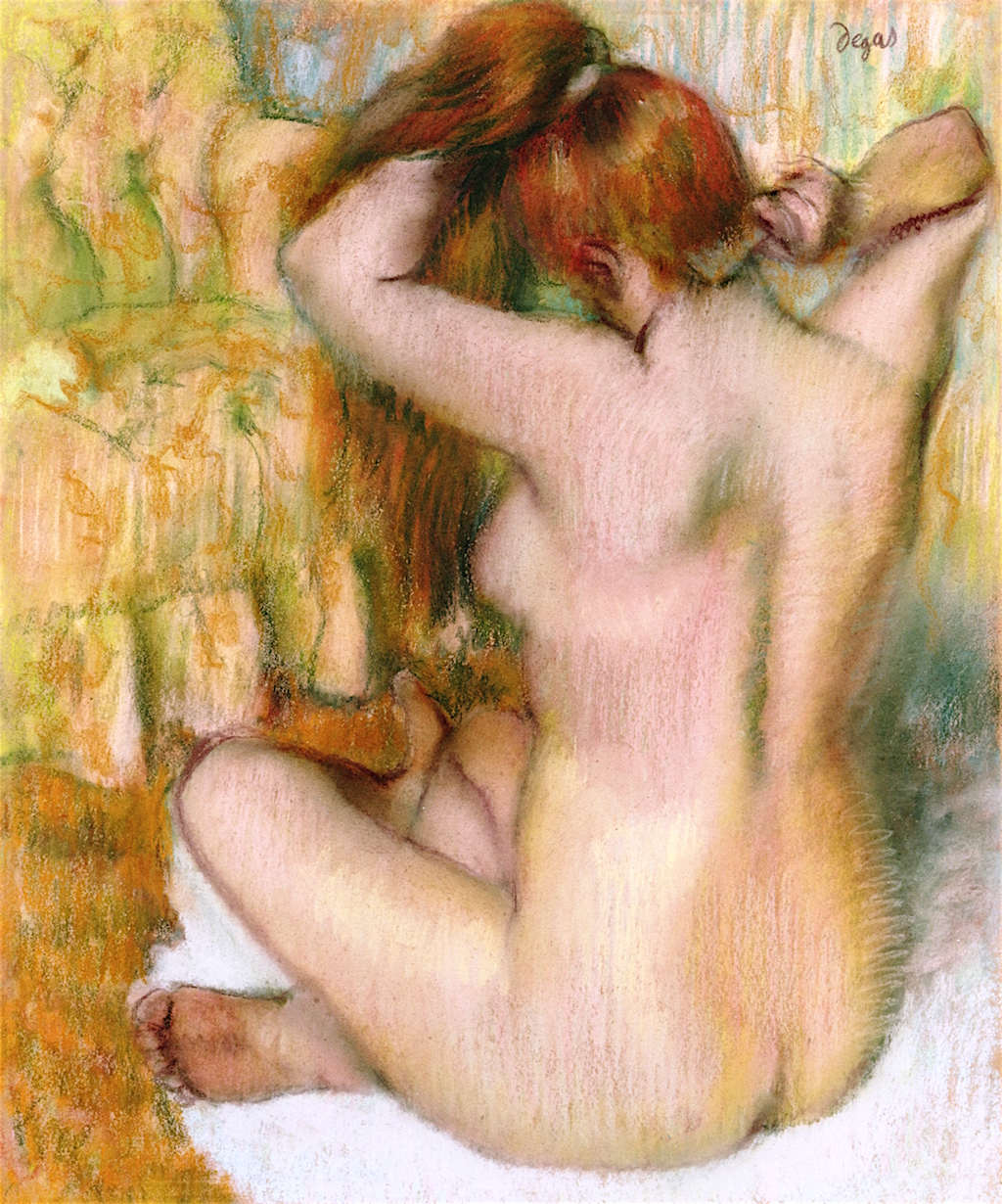
『髪を梳かす女』(1886) エルミタージュ美術館 "Le tub"
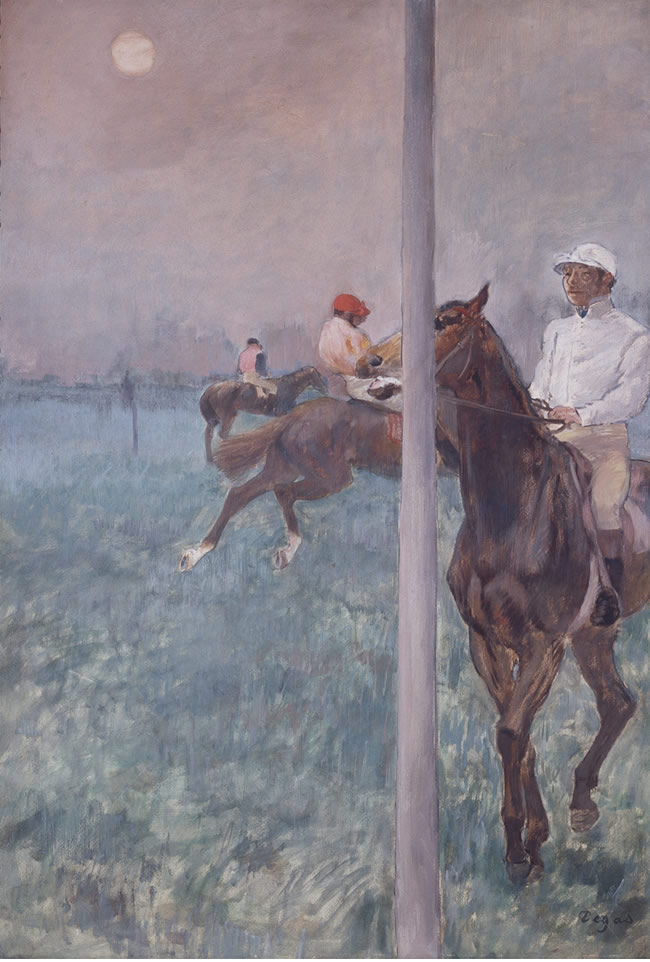
『スタート前の騎手たち』(1878-1880) バーバー美術館(The Barber Institute of Fine Arts)　"Jockeys Before The Race"

- 『アイロンをかける2人の女』（1884年から1886年頃）（オルセー美術館）
- 『マネとマネ夫人像』（1868年から1869年）（北九州市立美術館）
- 『馬上の散策』（1864年から1868年）（ひろしま美術館）
- 『赤い衣裳をつけた三人の踊り子』（1896年）（大原美術館）
- 『前肢を上げる馬』（馬の博物館）[10]
- 『髪を梳く女』 (1890から1892年頃) (オルセー美術館)[11]

## 関連書籍
- ポール・ヴァレリー『ドガに就て 造型美論』吉田健一訳、筑摩書房、1940
  - 『ドガ　ダンス　デッサン』清水徹訳　筑摩書房、2006
  - 『ドガ　ダンス　デッサン』塚本昌則訳、岩波文庫、2021
- 『ドガデッサン集』岩崎美術社、1969
- 『Degas』中山公男執筆、世界文化社、1968.7
- 『エドガー・ドガ』小島信夫解説、平凡社、1970
- 『ドガ』高階秀爾解説、集英社、1971.5
- 『ドガ』 (新潮美術文庫 大岡信解説、1974
- 『ドガ』 (日経ポケット・ギャラリー) レイチェル・バーンズ 編, 稲賀繁美訳、日本経済新聞社、1991.7
- 『ドガ』(岩波世界の巨匠) パトリック・ベード [著], 広田治子 訳、岩波書店、1994.4
- 『ドガ』ゲハード・グルートロイ 著, 林羊歯代 訳、日本経済新聞社、1996.9
- 『舞台裏のドガ』 (美の再発見シリーズ) 嘉門安雄監修, リチャード・ケンダル解説, 村上能成訳、求龍堂、1998.1
- 『ドガ』(アート・ライブラリー) キース・ロバーツ 著, 村田宏訳、西村書店、1999.9
- アンリ・ロワレット『ドガ 踊り子の画家』「知の再発見」双書 千足伸行監修, 遠藤ゆかり 訳、創元社、2012.11

## 関連文献
- ポール・ヴァレリー『ドガ ダンス デッサン』（清水徹訳、筑摩書房、2006年）、ヴァレリーは弟子、旧訳版は吉田健一
  - 別訳版『ドガ ダンス デッサン』（塚本昌則訳、岩波文庫、2021年）
- 『ドガの想い出』（東珠樹訳、美術公論社、1984年）
甥のジャンヌ・フェブルと画商アンブロワーズ・ヴォラールによる回想
- パトリック・ベード『ドガ　岩波世界の巨匠』（広田治子訳、岩波書店、1994年）、図版伝記
- ゲハード・グルートロイ『ドガ　印象派の巨匠』（林羊歯代訳、日本経済新聞出版社、1996年）、同上
- キース・ロバーツ／ヘレン・ラングドン『ドガ　アート・ライブラリー』

（村田宏訳、西村書店、1999年、新版2009年）、同上
- ケンダル・リチャード『舞台裏のドガ　美の再発見シリーズ』（村上能成訳、求龍堂、1998年）